# Galatasaray (volleybal)

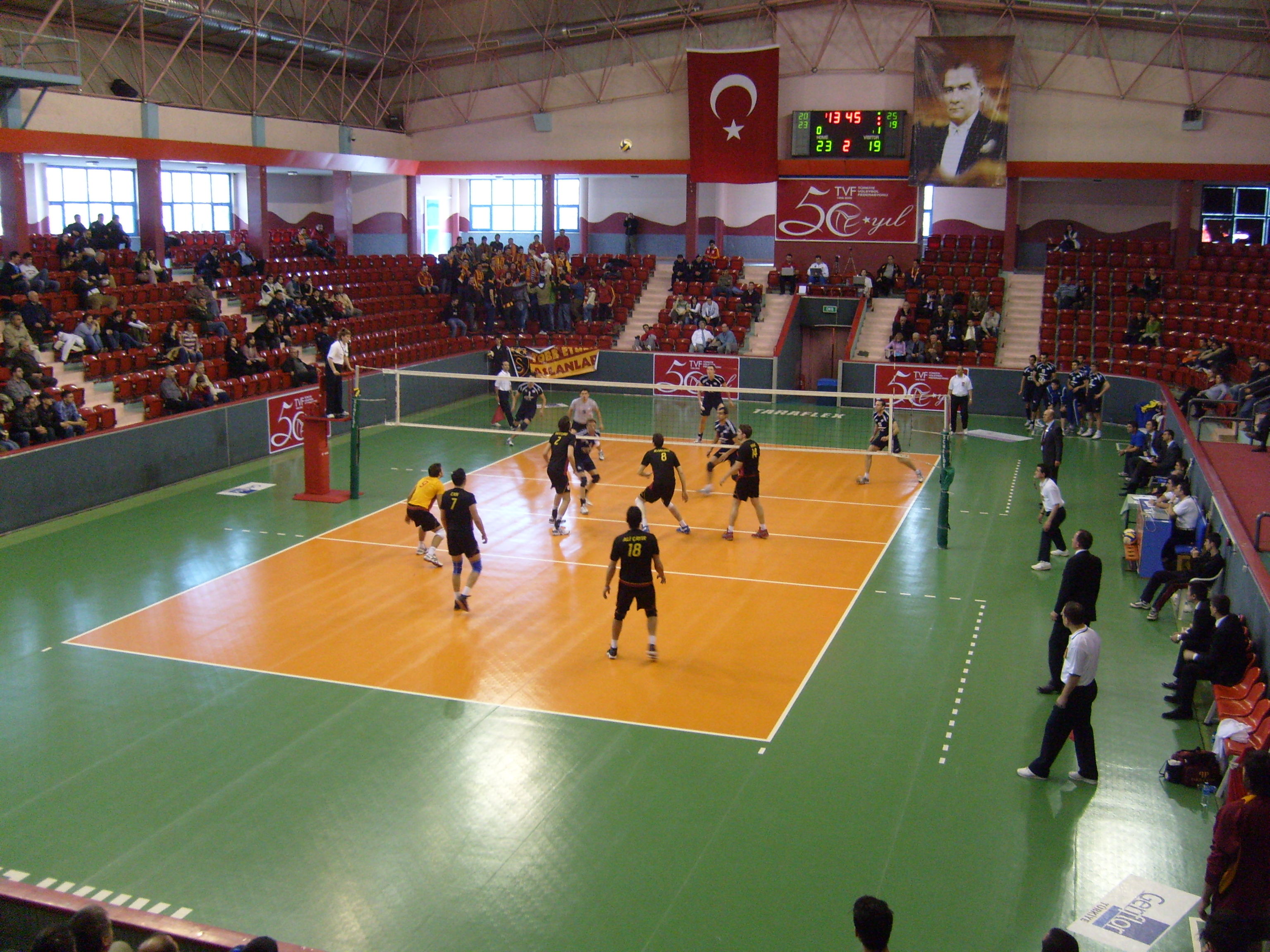
Galatasaray

Galatasaray Medical Park (1922) is een Turks volleybalclub uit Istanboel. De club heeft zowel een dames- als een herenteam. Ze spelen allebei in de TVF Burhan Felek Sport Hall dat 7 duizend stoelen telt.

## Erelijst herenteam
Türkiye Şampiyonası
- Winnaar (11): 1955, 1956, 1957, 1958, 1960, 1961, 1962, 1963, 1964, 1965, 1966

İstanbul Ligi
- Winnaar (16): 1931-32, 1934-35, 1943-44, 1944-45, 1949-50, 1953-54, 1954-55, 1955-56, 1956-57, 1959-60, 1960-61, 1961-62, 1962-63, 1963-64, 1964-65, 1965-66

Voleybol Deplasmanlı Ligi
- Winnaar (4): 1970-71, 1986-87, 1987-88, 1988-89

## Erelijst damesteam

### Nationaal
İstanbul Bayanlar Voleybol Şampiyonası
- Winnaar (6): 1959-60, 1960-61, 1961-62, 1962-63, 1963-64, 1964-65

Türkiye Bayanlar Voleybol Şampiyonası
- Winnaar (6): 1961, 1962, 1963, 1964, 1966